# Gnaeus Domitius Ahenobarbus (chấp chính quan năm 32)

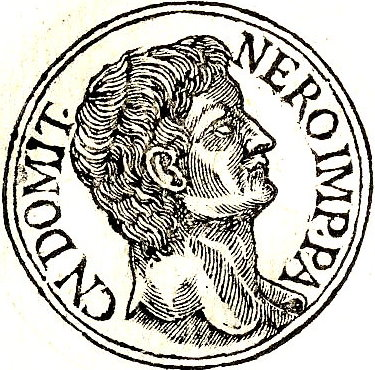
Gnaeus Domitius từ tác phẩm Promptuarii Iconum Insigniorum của Guillaume Rouillé

Gnaeus Domitius Ahenobarbus (11 tháng 12 năm 17 trước công nguyên—tháng 4 năm 40 công nguyên) là một người thân cận của năm vị hoàng đế La Mã nhà Julia-Claudia. Domitius là con trai duy nhất của Antonia Maior (cháu gái của hoàng đế Augustus và con gái của chị Augustus, Octavia nhỏ, người đã kết hôn với Marcus Antonius) và Lucius Domitius Ahenobarbus (chấp chính quan năm 16 TCN). Anh chị em ruột duy nhất của ông là Domitia Lepida Già và Domitia Lepida Trẻ, mẹ của Hoàng hậu Valeria Messalina (người vợ thứ ba của Hoàng đế Claudius). Ông là cháu trai lớn của Hoàng đế Augustus, anh rể và anh em họ thứ hai của Hoàng đế Caligula. Anh em họ mẹ của Hoàng đế Claudius và người cha đẻ của Hoàng đế Nero.
Trong suốt cuộc đời của mình, Domitius đã gắn liền với những tiếng xấu. Ông bị cáo buộc là đồng lõa với Albucilla trong việc ngoại tình và giết người, và cũng phạm tội loạn luân với em gái của mình là Domitia Lepida, và suýt bị xử chém chỉ vì cái chết của Hoàng đế Tiberius.
Người vợ Agrippina của ông sau này đã cưới người chú Claudius góa vợ của cô. Lucius đã được hoàng đế nhiều tuổi Claudius nhận làm con nuôi và mang tên Nero Claudius Caesar Drusus Germanicus. Khi Claudius qua đời vào ngày 13 tháng 10 năm 54, Nero trở thành người kế nhiệm ông với tên Nero Claudius Caesar Augustus Germanicus. Nero đã cho dựng tượng của Domitius để tưởng nhớ và Viện nguyên lão La Mã đã chấp thuận việc xây dựng các bức tượng của ông trong năm 55.